# Elektrokromism

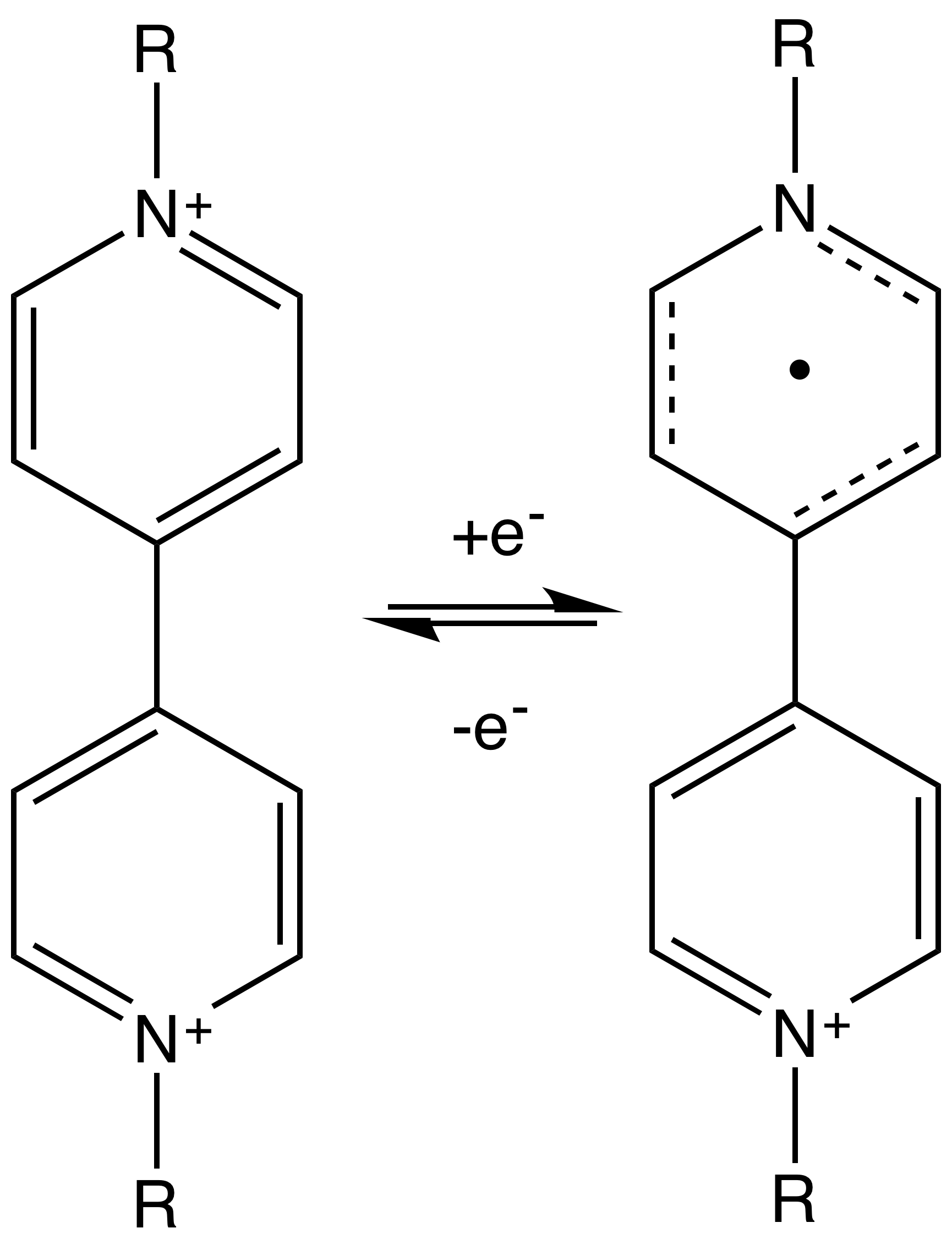
Redox-par för en viologen. 2+-formen till vänster är färglös, och 1+-formen till höger är djupblå eller röd, beroende på identiteten på R.

Elektrokromism är ett fenomen där ett material visar förändringar i färg eller opacitet som svar på en elektrisk stimulans. På så sätt kan ett smart fönster tillverkat av ett elektrokromt material blockera specifika våglängder av ultraviolett, synligt eller (nära) infrarött ljus. Förmågan att kontrollera transmittansen av nära-infrarött ljus kan öka energieffektiviteten i en byggnad, vilket minskar mängden energi som behövs för att kyla under sommaren och värma under vintern.
Eftersom färgförändringen är ihållande och energi bara behöver tillföras för att åstadkomma en förändring, används elektrokroma material för att kontrollera mängden ljus och värme som tillåts passera genom en yta, oftast "smarta fönster". En populär tillämpning är inom bilindustrin där den används för att automatiskt tona backspeglar i olika ljusförhållanden.

## Princip

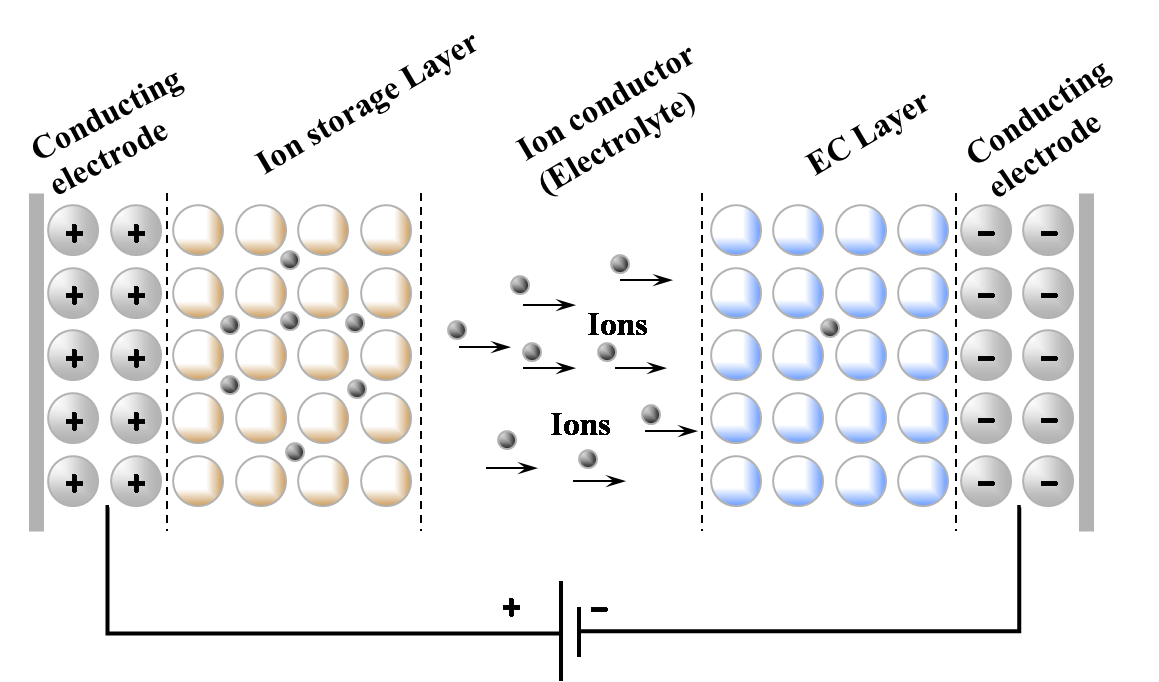
Tvärsnitt av en elektrokrom panel som ändras från transparent till ogenomskinlig. En spänning appliceras över de ledande elektroderna och joner strömmar från jonlagringsskiktet, genom elektrolyten och in i det elektrokroma skiktet.

Fenomenet elektrokromism förekommer i vissa övergångsmetalloxider som leder både elektroner och joner, såsom volframtrioxid (WO3). Dessa oxider har oktaedriska strukturer av syre som omger en central metallatom och är sammanfogade i hörnen. Detta arrangemang ger en tredimensionell nanoporös struktur med "tunnlar" mellan enskilda oktaedriska segment. Dessa tunnlar tillåter dissocierade joner att passera genom ämnet när de drivs av ett elektriskt fält. Vanliga joner som används för detta ändamål är H+ och Li+. 
Det elektriska fältet induceras typiskt av två platta, genomskinliga elektroder som lägger ihop de joninnehållande skikten. När en spänning appliceras över dessa elektroder, gör skillnaden i laddning mellan de två sidorna att jonerna penetrerar oxiden när de laddningsbalanserande elektronerna strömmar mellan elektroderna. Dessa elektroner ändrar valensen hos metallatomerna i oxiden, vilket minskar deras laddning, som i följande exempel på volframtrioxid:
WO3 + nH+ + e−) → HnWO3
Detta är en redoxreaktion eftersom den elektroaktiva metallen tar emot elektroner från elektroderna och bildar en halvcell. Strängt taget omfattar elektroden som en kemisk enhet såväl den plana plattan som den halvledande substansen i kontakt med den. Emellertid hänvisar termen "elektrod" ofta till endast den eller de plana plattorna, mer specifikt kallad "elektrodsubstratet".
Fotoner som når oxidskiktet kan få en elektron att röra sig mellan två närliggande metalljoner. Energin som tillhandahålls av fotonen orsakar rörelsen av en elektron som i sin tur orsakar optisk absorption av fotonen. Till exempel sker följande process i volframoxid för två volframjoner a och b:
Wa5+ + Wb6+ + foton → Wa6+ + Wb5+

## Elektrokroma material
Elektrokroma material, även kända som kromoforer, påverkar den optiska färgen eller opaciteten på en yta när en spänning appliceras. Bland metalloxiderna är volframoxid (WO3) det mest omfattande studerade och välkända elektrokroma materialet. Andra är molybden, titan och nioboxider, även om dessa är mindre effektiva optiskt.
Viologener är en klass av organiska material som undersöks intensivt för elektrokroma tillämpningar. Dessa 4,4'-bipyridinföreningar uppvisar reversibla färgförändringar mellan en färglös och en djupblå färg på grund av redoxreaktioner. Forskare kan "stämma" dem till en djupblå eller intensiv grön.
Som organiskt material ses viologener som lovande alternativ för elektroniska applikationer, jämfört med metallbaserade system, som tenderar att vara dyra, giftiga och ett problem att återvinna. Möjliga fördelar med viologener är deras optiska kontrast, färgningseffektivitet, redoxstabilitet, enkla design och potential att skala upp för beredning av stora ytor.
Viologener har använts med fenlyendiamin av Gentex Corporation, som har kommersialiserat automatiskt avbländande backspeglar och smarta fönster i Boeing 787-flygplan. Viologener har använts tillsammans med titandioxid (TiO2, även känd som titaniumoxid) i skapandet av små digitala skärmar. En mängd olika ledande polymerer är också av intresse för bildskärmar, inklusive polypyrrol, PEDOT och polyanilin.

## Arbetsprincip för elektrokroma fönster

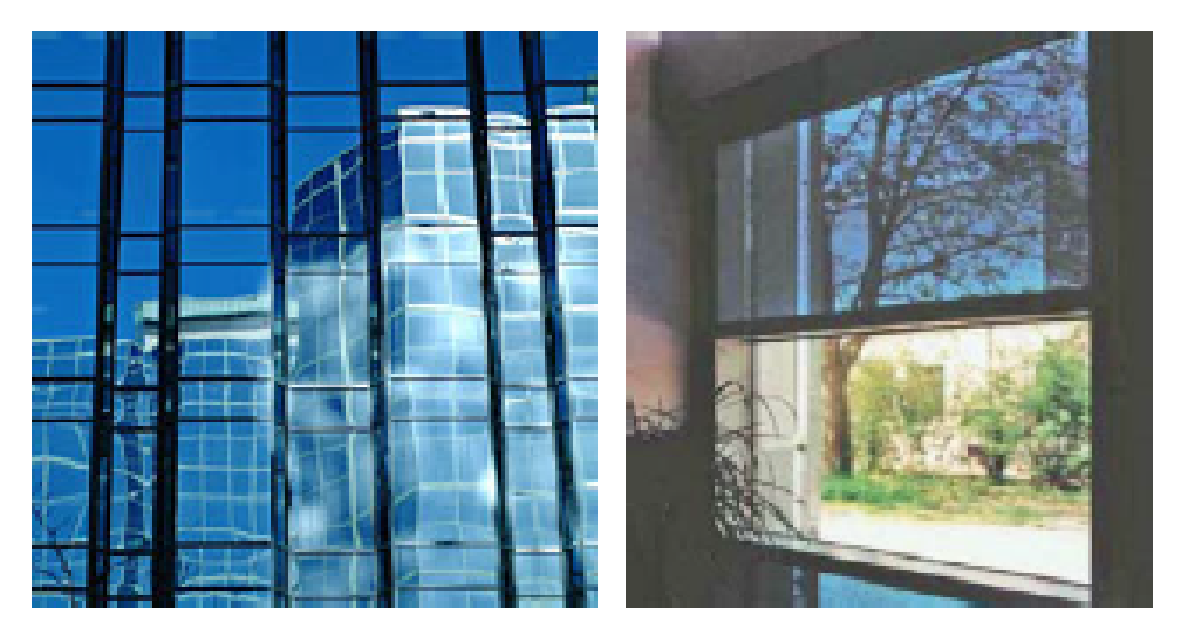
Elektrokroma glas installerade i byggnader

Flera lager behövs för ett funktionellt smart fönster med elektrokroma egenskaper. Den första och sista är genomskinligt glas tillverkat av kiseldioxid (SiO2) och de två elektroderna behövs för att applicera spänningen, som i sin tur trycker (eller drar) Li+-joner från jonlagringsskiktet, genom elektrolyten in i det elektrokroma materialet (eller vice versa). Genom att applicera en högre spänning (4 V eller mer) kommer litiumjoner att tryckas in i det elektrokroma skiktet, vilket inaktiverar det elektrokroma materialet och fönstret blir helt genomskinligt. Genom att applicera en lägre spänning (2,5 V till exempel) minskar koncentrationen av litiumjoner i det elektrokroma lagret, vilket aktiverar (N)IR-aktiv volframoxid. Denna aktivering orsakar reflektion av infrarött ljus, vilket minskar växthuseffekten, vilket i sin tur minskar mängden energi som behövs för luftkonditionering. Beroende på vilket elektrokromt material som används kan olika delar av spektrumet blockeras, på så sätt kan UV-, synligt och IR-ljus reflekteras oberoende av en användares påverkan.